# Šeganovac
Šeganovac falu Horvátországban Lika-Zengg megyében. Közigazgatásilag Plitvička Jezerához tartozik.

## Fekvése
Otocsántól légvonalban 42 km-re, közúton 50 km-re délkeletre, községközpontjától Korenicától 3 km-re északkeletre, az 1-es számú főúttól keletre, a bosnyák határ mellett fekszik.

## Története
A szerb lakosságú falu lakóinak ősei a 17. században a török által megszállt területről vándoroltak be ide. A korenicai parókiához tartoztak. 1890-ben 383, 1910-ben 327 lakosa volt. A trianoni békeszerződés előtt Lika-Korbava vármegye Korenicai járásához tartozott. Ezt követően előbb a Szerb-Horvát-Szlovén Királyság, majd Jugoszlávia része lett. 1991-ben a független Horvátország része lett, de szerb lakossága még az évben Krajinai Szerb Köztársasághoz csatlakozott. A horvát hadsereg 1995. augusztus 6-án a Vihar hadművelet keretében foglalta vissza a község területét. Szerb lakossága nagyrészt elmenekült. A falunak 2011-ben mindössze 10 állandó lakosa volt.

## Lakosság
| Lakosság változása | Lakosság változása | Lakosság változása | Lakosság változása | Lakosság változása | Lakosság változása | Lakosság változása | Lakosság változása | Lakosság változása | Lakosság változása | Lakosság változása | Lakosság változása | Lakosság változása | Lakosság változása | Lakosság változása | Lakosság változása |
| ------------------ | ------------------ | ------------------ | ------------------ | ------------------ | ------------------ | ------------------ | ------------------ | ------------------ | ------------------ | ------------------ | ------------------ | ------------------ | ------------------ | ------------------ | ------------------ |
| 1857               | 1869               | 1880               | 1890               | 1900               | 1910               | 1921               | 1931               | 1948               | 1953               | 1961               | 1971               | 1981               | 1991               | 2001               | 2011               |
| 0                  | 0                  | 0                  | 383                | 367                | 327                | 315                | 228                | 164                | 154                | 141                | 100                | 77                 | 56                 | 29                 | 10                 |

(1880-ig lakosságát Korenicához számították)